# Brezovica, Hrpelje - Kozina
Brezovica je naselje v Občini Hrpelje - Kozina. V Brezovici je cerkev sv. Štefana.
Opasilo, redkeje imenovano tudi hvaležn'ca praznujejo tretji vikend v oktobru. Oktobra 2019, so vaščani prvič organizirali dogodek Noč v Dolini tihi. 